# Skiotocharax meizon
Skiotocharax meizon is een straalvinnige vissensoort uit de familie van de grondzalmen (Crenuchidae). De wetenschappelijke naam van de soort is voor het eerst geldig gepubliceerd in 2000 door Presswell, Weitzman & Bergquist.